# 간다코역
간다코역(일본어: 苅田港駅)은 일본 후쿠오카현 미야코 군 간다정에 위치한 일본화물철도 소속 철도역이었으며, 닛포 본선의 정차역이자, 화물 지선인 간다코 화물 지선의 정차역이었다.

## 역 개요
열차 운행 휴업까지는, 컨테이너 플랫폼이 1면과 하역선이 1면, 측 선이 있었다. 또 역의 북 쪽을 향해 히타치 금속 규슈 공장의 전용선이 성장해 이 전용선에도 컨테이너 차가 들어오고 있었다.
1980년대까지는, 플랫폼 북쪽으로 소규모의 정차장이 있어, 여기로부터 규슈 전력 간다 발전소나 아소 라파쥬 시멘트 칸다 공장, 우베 흥산 간다 시멘트 공장, 태평양 시멘트(구·일본 시멘트) 간다 서비스 스테이션(이미 폐쇄), 간다 항 석탄 부두등의 전용선이 분기 하고 있었다.

## 역사
- 1944년 9월 1일 : 간다코역으로서 개업.
- 1945년 5월 10일 : 간다코 역 폐지, 간다코 사무소 개업.
- 1949년 6월 1일 : 간다코 사무소 폐지, 가리타코역 개업. 간다코 선의 기점을 유쿠하시역으로부터 오바세 역으로 변경.
- 1959년 10월 1일 : 「간다코 역」으로 명칭 변경.
- 2016년 10월 1일 : 간다코 선 폐지에 의해, 폐역됨.